# Azay-le-Rideau
Azay-le-Rideau je naselje in občina v osrednjem francoskem departmaju Indre-et-Loire regije Center. Leta 2009 je naselje imelo 3.418 prebivalcev.

## Geografija
Kraj leži v pokrajini Touraine znotraj naravnega regijskega parka Loire-Anjou-Touraine ob reki Indre, 25 km jugozahodno od Toursa.

## Uprava
Azay-le-Rideau je sedež istoimenskega kantona, v katerega so poleg njegove vključene še občine Bréhémont, Cheillé, La Chapelle-aux-Naux, Lignières-de-Touraine, Rigny-Ussé, Rivarennes, Saché, Saint-Benoît-la-Forêt, Thilouze, Vallères in Villaines-les-Rochers s 14.080 prebivalci.
Kanton Azay-le-Rideau je sestavni del okrožja Chinon.

## Zanimivosti
- renesančni grad Château d'Azay-le-Rideau, zgrajen v letih 1518-1523, naslednik nekdanjega srednjeveškega gradu - trdnjave, ki je varovala pot med Chinonom in Toursom, požgane leta 1418 v času državljanske vojne med Armagnaci in Burgundi; francoski zgodovinski spomenik[3],
- župnijska cerkev sv. Simforijana Autunskega,
- tehnološko-zgodovinski muzej Maurice Dufresne, nahaja se v zaselku Marnay na območju starega mlina iz 10. stoletja[4].